# 泰尔萨克
泰尔萨克（法語：Terssac，法語發音：[tɛʁsak]）是法国奥克西塔尼大区塔恩省的一个市镇，属于阿尔比区。

## 地理
泰尔萨克（43°55'41"N, 2°4'24"E）面积5.43 平方千米，位于法国奧克西塔尼大區塔恩省，该省份为法国南部内陆省份，北起顺时针与阿韦龙省、埃罗省、奥德省、上加龙省和塔恩-加龙省接壤。
与泰尔萨克接壤的市镇（或旧市镇、城区）包括：阿尔比、卡斯泰尔诺-德莱维斯、塔恩河畔马尔萨克。

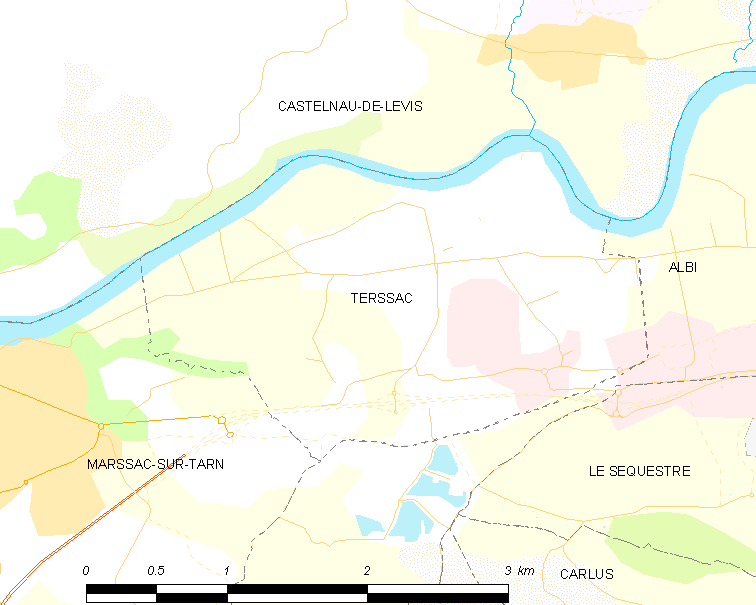
泰尔萨克的OSM定位图

泰尔萨克的时区为UTC+01:00、UTC+02:00（夏令时）。

## 行政
泰尔萨克的邮政编码为81150，INSEE市镇编码为81297。

## 政治
泰尔萨克所属的省级选区为阿尔比第三县。

## 人口

1962-2008年间泰尔萨克人口变化图示

泰尔萨克于2022年1月1日时的人口数量为1200人。